# Théorème de Gibbs
Le théorème de Gibbs permet de calculer l'entropie d'un mélange de gaz parfaits. Il s'énonce ainsi :
« L'entropie d'un mélange idéal de gaz parfaits est égale à la somme des entropies de ses constituants supposés séparés, à la température du mélange, et sous des pressions égales aux pressions partielles qu'ils exercent dans le mélange. »
Le théorème de Gibbs montre qu'un mélange de gaz parfaits est une solution idéale.

## Définition formelle
Ce théorème s'exprime formellement comme suit : dans un mélange de gaz parfaits, l'entropie molaire partielle d'un gaz parfait {\displaystyle i} représenté par la fraction molaire {\displaystyle y_{i}} dans un mélange de gaz parfaits à pression {\displaystyle P} et température {\displaystyle T} se calcule selon :
| Entropie molaire partielle du corps {\displaystyle i} : {\displaystyle {\bar {S}}_{i}=\int _{T^{\circ }}^{T}{\frac {{\bar {C}}_{P,i}^{*}}{T}}\,\mathrm {d} T-R\ln \left({\frac {P_{i}}{P^{\circ }}}\right)+{\bar {S}}_{i}^{*,\circ }} |

avec :
- {\displaystyle {\bar {C}}_{P,i}^{*}}, capacité thermique isobare molaire du gaz parfait {\displaystyle i} pur ;
- {\displaystyle {\bar {S}}_{i}}, entropie molaire partielle du gaz {\displaystyle i} dans le mélange de gaz parfaits ;
- {\displaystyle {\bar {S}}_{i}^{*,\circ }}, entropie molaire du gaz {\displaystyle i} parfait pur à {\displaystyle P^{\circ }} et {\displaystyle T^{\circ }} ;
- {\displaystyle P}, pression totale du mélange ;
- {\displaystyle P_{i}}, pression partielle du constituant {\displaystyle i} : {\displaystyle P_{i}=y_{i}P} ;
- {\displaystyle T}, température ;
- {\displaystyle y_{i}}, fraction molaire du constituant {\displaystyle i}.

L'entropie molaire d'un mélange de gaz parfaits de {\displaystyle N} composants vaut :
| Entropie molaire du mélange : {\displaystyle {\bar {S}}=\sum _{i}^{N}y_{i}{\bar {S}}_{i}} |

## Entropie de mélange

### Définition
L'entropie molaire d'un gaz parfait {\displaystyle i} pur à pression {\displaystyle P} et température {\displaystyle T} se calcule selon :
{\displaystyle {\bar {S}}_{i}^{*}=\int _{T^{\circ }}^{T}{\frac {{\bar {C}}_{P,i}^{*}}{T}}\,\mathrm {d} T-R\ln \left({\frac {P}{P^{\circ }}}\right)+{\bar {S}}_{i}^{*,\circ }}
L'entropie molaire partielle du gaz en mélange et l'entropie molaire du gaz pur, toutes deux calculées aux mêmes {\displaystyle P} et {\displaystyle T}, sont donc liées par la relation :
{\displaystyle {\bar {S}}_{i}={\bar {S}}_{i}^{*}-R\ln y_{i}}
En conséquence, l'entropie molaire d'un mélange de gaz parfaits vaut :
{\displaystyle {\bar {S}}=\sum _{i=1}^{N}y_{i}{\bar {S}}_{i}=\sum _{i=1}^{N}y_{i}{\bar {S}}_{i}^{*}-\sum _{i=1}^{N}y_{i}R\ln y_{i}}
L'entropie du mélange n'est donc pas égale à la seule somme des entropies des corps purs pondérées par la composition, il apparaît un terme supplémentaire appelé entropie molaire de mélange :
Note : ne pas confondre donc entropie molaire du mélange {\displaystyle {\bar {S}}} et entropie molaire de mélange {\displaystyle {\bar {S}}^{\text{mix}}}.
Étant donné que dans un mélange de plusieurs composants toute fraction molaire {\displaystyle y_{i}<1}, alors {\displaystyle {\bar {S}}^{\text{mix}}>0} : le mélange de gaz parfaits purs initialement tous à pression {\displaystyle P} et température {\displaystyle T} identiques est donc un processus générant de l'entropie, il est irréversible.

### Paradoxe de Gibbs
Le paradoxe de Gibbs est un pseudo-paradoxe en thermodynamique et physique statistique. Il intervient lors du calcul de l'entropie de mélange de deux gaz parfaits. Il a été nommé d'après le physicien Willard Gibbs, pour sa découverte en 1861 dans l'application de son théorème.
Considérons deux compartiments séparés par une cloison mobile, tous deux contenant un gaz parfait pur, dans les mêmes conditions de pression et température. Lorsque l'on ouvre la cloison mobile, les deux gaz se mélangent, la pression et la température restent inchangées. On laisse le mélange s'homogénéiser. La cloison mobile est ensuite remise en place.
- Si les deux compartiments contiennent des espèces chimiques différentes A et B, lorsque la cloison mobile est remise en place les deux compartiments contiennent un mélange des deux gaz. Le processus de mélange est irréversible : les deux gaz ne se séparent pas spontanément, il n'a jamais été observé que les gaz A et B se retrouvaient spontanément purs dans leurs compartiments initiaux lorsque la cloison était refermée. L'entropie de mélange est alors égale à :
{\displaystyle {\bar {S}}^{\text{mix}}=-y_{A}R\ln y_{A}-y_{B}R\ln y_{B}>0}
- Si les deux compartiments contiennent la même espèce chimique, lorsque la cloison mobile est refermée chacun des deux compartiments contient exactement le même nombre de moles de gaz qu'avant le mélange, dans les mêmes conditions de pression et température, les situations avant ouverture et après fermeture de la cloison sont identiques : le processus de mélange est donc réversible et :
{\displaystyle {\bar {S}}^{\text{mix}}=0}.

Or si l'on applique la même relation que pour le cas des deux espèces distinctes au cas à une seule espèce, en considérant les fractions molaires {\displaystyle y_{A}} et {\displaystyle y_{B}} du gaz en provenance respectivement du compartiment A et du compartiment B même s'il s'agit de la même espèce chimique, on obtient {\displaystyle {\bar {S}}^{\text{mix}}>0}. Par exemple, si les volumes des deux compartiments sont égaux, ils contiennent le même nombre de moles de gaz aux mêmes pression et température. Le mélange étant homogène lorsque l'on referme la paroi, les compartiments contiennent une fraction {\displaystyle y_{A}=y_{B}=0,5} des molécules en provenance du compartiment A et du compartiment B. On devrait avoir finalement :
{\displaystyle {\bar {S}}^{\text{mix}}=-0,5\,R\,\ln 0,5-0,5\,R\,\ln 0,5=R\,\ln 2>0}
Ce paradoxe porte le nom de paradoxe de Gibbs, Gibbs l'ayant mis en évidence en démontrant son théorème.
Ce paradoxe se résout si l'on considère que les molécules présentes dans les compartiments après fermeture de la cloison ne sont pas exactement les mêmes que celles présentes avant ouverture de la cloison. Chaque compartiment contient finalement un mélange des molécules des deux compartiments initiaux. Revenir à une répartition exacte des molécules telle qu'avant ouverture de la cloison n'est pas un processus spontané. Le mélange est donc bien irréversible du point de vue moléculaire. Mais du point de vue macroscopique il est considéré comme réversible, car il n'est pas fait de différence entre les molécules d'une même espèce chimique.
Le paradoxe de Gibbs provient donc de notre incapacité à distinguer les molécules d'une même espèce.
Pour le mélange de deux (ou plus) quantités d'un même gaz, il faut donc considérer que dans l'état final la fraction molaire du constituant est de {\displaystyle y=1}, l'entropie de mélange vaut alors :
{\displaystyle {\bar {S}}^{\text{mix}}=-yR\ln y=0}
auquel cas l'entropie molaire du mélange final, l'entropie molaire partielle du composant dans le mélange et l'entropie molaire du corps pur sont égales :
{\displaystyle {\bar {S}}={\bar {S}}_{i}={\bar {S}}_{i}^{*}=\int _{T^{\circ }}^{T}{\frac {{\bar {C}}_{P,i}^{*}}{T}}\,\mathrm {d} T-R\ln \left({\frac {P}{P^{\circ }}}\right)+{\bar {S}}_{i}^{*,\circ }}

## Solution idéale
Puisque l'enthalpie libre est définie par :
{\displaystyle G=H-TS}
les relations suivantes sont également vraies respectivement pour le corps pur (enthalpie libre molaire {\displaystyle {\bar {G}}_{i}^{*}}) et pour le corps en mélange (enthalpie libre molaire partielle {\displaystyle {\bar {G}}_{i}}) :
{\displaystyle {\bar {G}}_{i}^{*}={\bar {H}}_{i}^{*}-T{\bar {S}}_{i}^{*}}
{\displaystyle {\bar {G}}_{i}={\bar {H}}_{i}-T{\bar {S}}_{i}}
Deux identités sont démontrées ci-dessous pour les gaz parfaits (voir chapitre démonstration) :
{\displaystyle {\bar {H}}_{i}-{\bar {H}}_{i}^{*}=0}
{\displaystyle {\bar {S}}_{i}-{\bar {S}}_{i}^{*}=-R\ln y_{i}}
Aussi obtient-on la relation :
{\displaystyle {\bar {G}}_{i}={\bar {G}}_{i}^{*}+RT\ln y_{i}}
Étant donné que les enthalpies libres molaires et enthalpies libres molaires partielles sont liées aux potentiels chimiques de ces mêmes corps purs ou en mélange respectivement par les relations :
{\displaystyle {\bar {G}}_{i}^{*}=\mu _{i}^{*}}
{\displaystyle {\bar {G}}_{i}=\mu _{i}}
Nous obtenons la relation des potentiels chimiques qui définit une solution idéale :
{\displaystyle \mu _{i}=\mu _{i}^{*}+RT\ln y_{i}}
Un mélange de gaz parfaits est une solution idéale.

## Démonstration
Supposons {\displaystyle N} compartiments séparés par des cloisons, contenant chacun un gaz parfait pur aux mêmes pression {\displaystyle P} et température {\displaystyle T}. Le compartiment {\displaystyle i} contient {\displaystyle n_{i}} moles du gaz {\displaystyle i}, et a donc un volume égal à :
{\displaystyle V_{i}^{*}={\frac {n_{i}RT}{P}}}
Lorsque l'on ouvre les cloisons séparant les différents compartiments, les gaz parfaits se mélangent, le résultat étant un mélange de gaz parfaits à {\displaystyle P} et {\displaystyle T} occupant un volume égal à :
{\displaystyle V=\sum _{i=1}^{N}V_{i}^{*}}
Selon la loi de Dalton, chacun des gaz du mélange, puisqu'il n'a aucune interaction avec les autres gaz, se comporte comme s'il était seul et se trouvait à la pression :
{\displaystyle P_{i}={\frac {n_{i}RT}{V}}}
la pression totale valant :
{\displaystyle P=\sum _{i=1}^{N}P_{i}=\sum _{i=1}^{N}\left({\frac {n_{i}RT}{V}}\right)=\left(\sum _{i=1}^{N}n_{i}\right){\frac {RT}{V}}}
D'où les relations :
{\displaystyle PV_{i}^{*}=P_{i}V=n_{i}RT}
{\displaystyle {\frac {P_{i}}{P}}={\frac {V_{i}^{*}}{V}}={\frac {n_{i}}{\sum _{j=1}^{N}n_{j}}}=y_{i}}
Chaque gaz a donc subi une détente isotherme (à {\displaystyle T} constante), du volume {\displaystyle V_{i}^{*}} au volume {\displaystyle V} et de la pression {\displaystyle P} à la pression {\displaystyle P_{i}}.
Puisque l'enthalpie d'un gaz parfait ne dépend que de la température selon la loi de Joule et Gay-Lussac et que la détente est isotherme, la variation d'enthalpie de chaque gaz vaut :
{\displaystyle \mathrm {d} {\bar {H}}_{i}={\bar {C}}_{P,i}^{*}\,\mathrm {d} T=0}
{\displaystyle \int _{{\bar {H}}_{i}^{*}}^{{\bar {H}}_{i}}\,\mathrm {d} {\bar {H}}_{i}=0}
{\displaystyle {\bar {H}}_{i}-{\bar {H}}_{i}^{*}=0}
L'enthalpie molaire partielle d'un corps dans un mélange de gaz parfaits {\displaystyle {\bar {H}}_{i}} est égale à l'enthalpie molaire du même corps pur gaz parfait {\displaystyle {\bar {H}}_{i}^{*}} à la même température que le mélange.
La variation d'enthalpie conduit également à :
{\displaystyle \mathrm {d} {\bar {H}}_{i}={\bar {V}}_{i}\,\mathrm {d} P+T\,\mathrm {d} {\bar {S}}_{i}=0}
{\displaystyle \mathrm {d} {\bar {S}}_{i}=-{\frac {{\bar {V}}_{i}}{T}}\,\mathrm {d} P}
Avec le volume molaire partiel du gaz parfait :
{\displaystyle {\bar {V}}_{i}=RT/P}
En introduisant cette expression dans celle de la variation d'entropie :
{\displaystyle \mathrm {d} {\bar {S}}_{i}=-R{\frac {\mathrm {d} P}{P}}}
En intégrant cette expression entre {\displaystyle P} et {\displaystyle P_{i}}, pressions respectives du gaz avant et après détente :
{\displaystyle \int _{{\bar {S}}_{i}^{*}}^{{\bar {S}}_{i}}\,\mathrm {d} {\bar {S}}_{i}=-R\int _{P}^{P_{i}}{\frac {\mathrm {d} P}{P}}}
{\displaystyle {\bar {S}}_{i}-{\bar {S}}_{i}^{*}=-R\ln \left({\frac {P_{i}}{P}}\right)}
nous retrouvons la relation de l'entropie de mélange :
{\displaystyle {\bar {S}}_{i}-{\bar {S}}_{i}^{*}=-R\ln y_{i}}
Puisque l'entropie molaire du gaz pur {\displaystyle i} à {\displaystyle P} et {\displaystyle T} avant détente vaut : 
{\displaystyle {\bar {S}}_{i}^{*}=\int _{T^{\circ }}^{T}{\frac {{\bar {C}}_{P,i}^{*}}{T}}\,\mathrm {d} T-R\ln \left({\frac {P}{P^{\circ }}}\right)+{\bar {S}}_{i}^{*,\circ }}
alors l'entropie molaire partielle du gaz dans le mélange de gaz parfaits vaut :
{\displaystyle {\bar {S}}_{i}=\int _{T^{\circ }}^{T}{\frac {{\bar {C}}_{P,i}^{*}}{T}}\,\mathrm {d} T-R\ln \left({\frac {y_{i}P}{P^{\circ }}}\right)+{\bar {S}}_{i}^{*,\circ }}
L'entropie molaire partielle d'un corps dans un mélange de gaz parfaits est donc calculée comme l'entropie molaire du même corps gaz parfait pur à la même température que le mélange, mais à pression égale à sa pression partielle dans le mélange.

### Publications
- J. Willard Gibbs, traduit par Henry Le Chatelier, « Équilibre des systèmes chimiques »,  éd. G. Carré et C. Naud (Paris), 1899, Accessible sur Gallica.
- Francis Meunier, Aide-mémoire : Thermodynamique de l'ingénieur Énergétique, Changement climatique, Paris, Dunod, 2004, 2009, 2e éd., 376 p. (ISBN 978-2-10-054177-5, OCLC 892779988).